# Eita

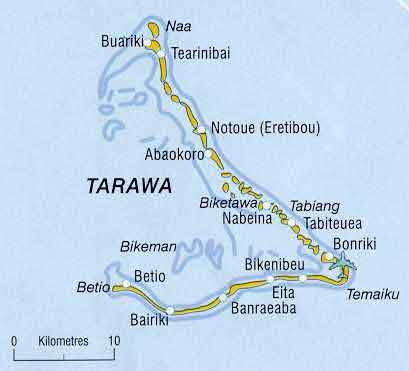
Mapa atolu Tarawa

Eita – miasto w Kiribati, na południowym atolu Tarawa, w archipelagu Wysp Gilberta, na Ocenie Spokojnym; 2299 mieszkańców (2005). Znajduje się na drodze łączącej osadę i wyspę Bonriki ze stolicą Bairiki.